# Trichomonascaceae
Trichomonascaceae es una familia de hongos en el orden Saccharomycetales. Según el  2007 Outline of Ascomycota, la familia contiene cinco géneros.